# Pilotrichella imponderosa
Pilotrichella imponderosa là một loài Rêu trong họ Meteoriaceae. Loài này được (Taylor) Besch. mô tả khoa học đầu tiên năm 1872.